# 赫格加达德瓦纳科泰
赫格加达德瓦纳科泰（Heggadadevanakote），是印度卡纳塔克邦Mysore县的一个城镇。总人口12043（2001年）。

## 人口
该地2001年总人口12043人，其中男性6189人，女性5854人；0—6岁人口1427人，其中男756人，女671人；识字率66.39%，其中男性为72.19%，女性为60.25%。